# Majhagawa
Majhagawa – gaun wikas samiti w zachodniej części Nepalu w strefie Lumbini w dystrykcie Rupandehi. Według nepalskiego spisu powszechnego z 2001 roku liczył on 711 gospodarstw domowych i 4895 mieszkańców (2343 kobiet i 2552 mężczyzn).